# Ku-Maloob-Zaap
Ku Maloob Zap (KMZ) es un yacimiento en la Sonda de Campeche de México, descubierto por Pemex en 2002, que se encuentra a 105 km de Ciudad del Carmen, Campeche. Se planea perforar 82 pozos e instalar 14 plataformas, junto con un ducto de 166 kilómetros de longitud.
Actualmente hay instaladas 11 plataformas, las cuales producen crudo pesado de 14º API.
La plataforma principal es llamada Ku-S, localizada 110 km al noroeste de Ciudad del Carmen, perforando a una profundidad de 60 m de agua.[cita requerida]
En el 2011, la producción alcanzó 800,000 barriles diarios, y una producción de gas asociado de 282 millones de pies cúbicos por día.[cita requerida]
El activo KMZ representa más del 40 por ciento de los 1.68 millones de barriles por día de crudo de Pemex.

## Incendio del 22 de agosto del 2021
El domingo, 22 de agosto del 2021 se produjo un incendio en la plataforma marina E-Ku-A2 del Activo de Producción KMZ. Logró controlarse a las 16:39 horas. Según el informe inicial, no hubo personas fallecidas pero sí seis trabajadores heridos por quemaduras, que se trasladaron al Hospital General de Pemex en Ciudad del Carmen, al Hospital Regional de Ciudad del Carmen y al Instituto Mexicano del Seguro Social. La plataforma estaba en operación durante el incidente. El director de Petróleos Mexicanos (Pemex), Octavio Romero Oropeza, reveló que se debió a una fuga de gas, que provocó una ignición al llegar a un punto caliente: debido a esta explosión, fallecieron cinco trabajadores de Pemex y de otras dos compañías: Cotemar y Bufete de Monitoreo de Condiciones e Integridad (BMCI), desaparecieron dos personas (en uno de los cuartos de control, la temperatura se elevó hasta los mil grados centígrados y allí podrían haber fallecido) y hubo seis lesionados. Las compañías realizaban tareas de mantenimiento preventivo, "limpieza de líneas de los cabezales de succión y descarga de gas de los compresores de bombeo en el mar". Miembros de la Fiscalía de Campeche y de la Fiscalía General de la República obtuvieron las evidencias y realizaron las pruebas correspondientes de ADN. Se espera que para el 30 de agosto ya se haya recuperado la totalidad de la producción petrolera afectada en esa plataforma, pues por el accidente se suspendió la extracción en 125 pozos. En julio del 2021, también hubo una explosión en un ducto marino por una fuga de gas, también en KMZ.